# Защита денег от подделки
Защита денег от подделки представляет собой определённые элементы защиты банкнот, наделённые свойствами, позволяющими без каких-либо сомнений отличать подлинные купюры от подделок. Введение большого количества таких защитных элементов делает подделку значительно более трудоёмкой или даже невозможной. Защитные элементы создаются при производстве подложки, а также посредством защищённой полиграфии в основном в специализированных компаниях. 
В мире существует более 100 различных элементов защиты банкнот. Они подразделяются на распознаваемые людьми и машиночитаемые, которые появились в 1970-х годах одновременно с внедрением машинной обработки банкнот. Публично известна лишь часть всех защитных элементов, поскольку центральные или национальные банки-эмитенты хранят информацию о наиболее ценных защитных элементах в секрете и оставляют их для себя, чтобы им было трудно подражать. По причинам экономического характера, а также из экономии места, каждая банкнота оснащается только несколькими защитными элементами, при этом для банкноты с более высоким номиналом используют специальные элементы защиты с более высокой стоимостью и дополнительными характеристиками.
Несмотря на широкое распространение бумажных денег, защита монет от подделки в современном мире также остаётся актуальной.

## Признаки, распознаваемые людьми
Банкноты вроде евро и швейцарского франка имеют множество оптических, тактильных и акустических защитных элементов, так что люди могут проверить их подлинность без специального оборудования. Европейский центральный банк советует при тестировании щупать — смотреть — наклонять. Прежде всего, следует проверить тактильность банкноты (включая подложку), затем оптический дизайн и, наконец, поведение определённых оптических элементов в процессе наклона.
С экономической точки зрения, фальшивомонетчики часто лишь с достаточной точностью имитируют отдельные защитные элементы и пренебрегают теми, которые, по их мнению, проверяются редко или которые требуют больше времени на изготовление. Таким образом, многоступенчатый подход, как описано выше, значительно повышает вероятность выявления поддельной банкноты.
Чтобы отличить поддельные деньги, необходимо хорошо знать вид настоящей банкноты и её свойства. Поэтому введение новой серии банкнот обычно сопровождается информационными кампаниями, которые описывают дизайн и основные элементы защиты, чтобы затруднить сбыт подделок. Поэтому многие центральные банки предоставляют бесплатные приложения для мобильных устройств, чтобы разъяснить дизайн банкноты и распознаваемые человеком защитные элементы. Однако эти приложения не предназначены для того, чтобы проверять подлинность банкноты по фотографии, это лишь интерактивные инструменты, разъясняющие отдельные элементы защиты.
Примеры приложений для банкнот:
- Швейцарские франки с интерактивными 3D-эффектами в качестве дополненной реальности[3]
- Малавийская квача с интересными симуляторами эффектов наклона и ощущения, а также интерактивными 3D-эффектами в качестве дополненной реальности[4]
- Южноафриканский рэнд как офлайн-приложение для разъяснения и дополненной реальности[5]
- Лилангени из Эсватини с интересными симуляторами эффектов наклона и ощущения, а также интерактивными 3D-эффектами в качестве дополненной реальности[2]
- Банкноты Российского рубля с QR-кодом, ведущим на страницу сайта ЦБРФ о признаках платежеспособности купюр[6]

### Подложка
Банкноты печатаются на специальной подложке. Банкнотная бумага в основном производится на основе хлопковых семян, которые получают экологически чистым способом из отходов текстильного производства. Хлопковые субстраты имеют то преимущество, что они не разрушаются при случайной стирке и нагревании, обладают особым «ощущением бумаги» и прочнее, чем имеющиеся в продаже бумаги на основе целлюлозы. Точный состав бумаги не публикуется из соображений защиты и продается только денежным типографиям. Лён (для доллара США) или банан текстильный (для японской иены) также используются в качестве альтернативного натурального сырья в субстрате.
Во многих случаях бумага для банкнот окрашивается по-разному в зависимости от номинала, чтобы затруднить подделку. Например, в первой серии банкнот евро использовались серый (5 евро), красный (10 евро), синий (20 евро), оранжевый (50 евро), зелёный (100 евро), жёлтовато-коричневый (200 евро) и фиолетовый (500 евро).
Одним из ведущих производителей защищенной бумаги является бумажная фабрика Louisenthal, дочерняя компания Giesecke+Devrient, с производственными мощностями в Гмунд-ам-Тегернзее и Кенигштайн (Саксонская Швейцария). Кроме того, существует множество бумажных фабрик, управляемых центральными банками.
Альтернативой возобновляемому сырью являются полимерные субстраты из биаксиально-ориентированного полипропилена (БОПП). Такие пластиковые банкноты демонстрируют лучшую износостойкость в некоторых аспектах, чем банкноты на хлопковой основе. Они более водостойкие и больше подходят для влажных регионов мира. Недостатком их является то, что полимерные банкноты чувствительны к теплу, а их производство значительно дороже. Кроме того для них невозможны такие защитные элементы, как уникальное ощущение бумаги и рельефное тиснение. Полимерные банкноты в Европе были изготовлены для румынского лея с 1999 года и для британского фунта с 2016 года. Были также отдельные выпуски с острова Мэн и в Северной Ирландии. За пределами Европы полимерные банкноты в основном встречаются в тропических и субтропических странах, а также в Канаде (канадский доллар).
Дальнейшие разработки с 2010 года, основываются на многослойных подложках из пластика и бумаги для повышения долговечности и объединения преимуществ бумаги и пластика. К ним относятся подложка Durasafe швейцарской фирмы Landqart из коммуны Ландкварт, на которой с 2016 года печатается девятая серия швейцарского франка, и гибридная подложка от бумажной фабрики Louisenthal, используемая для некоторых номиналов в Ямайке, Бутане, Южной Африке и Армении.

### Формат банкнот
Большинство валют мира используют разные измерения длины и/или ширины для номиналов, меньшие форматы для более мелких номиналов и большие форматы для крупных. Считается, что это затрудняет подделку с изменением номинала. В банкнотах евро первой серии (ES1) использованы форматы от 120 × 62 мм (5 €) до 160 × 82 мм (500 €). В восьмой серии швейцарского франка использовалась банкноты шириной 74 мм, имеющие различные длины от 126 до 181 мм. В целом, в мире существует тенденция к уменьшению размера банкнот, чтобы снизить производственные затраты и снизить риск повреждения мелких кошельков .
Для доллара США используется единый формат 66 мм × 156 мм, так что, например, 5-долларовую банкноту можно легко фальсифицировать в 50-долларовую, добавив ноль к пятёрке, тем более что дизайн и цветовая гамма всех номиналов одинаковы.

### Тактильные и акустические характеристики
Тактильное восприятие посредством осязания особенно хорошо ощущается на бумажных подложках из-за их шероховатости или тиснения поверхности. Для банкнот на полимерной подложке (пластиковых) эти эффекты выражены слабо.

#### Ощущение бумаги
Особые тактильные ощущения достигаются благодаря специальному составу хлопкосодержащих волокон в подложке. Они значительно отличаются от тактильных ощущений у имеющейся в продаже бумаги для письма или печати на основе целлюлозы.

#### Тиснение
При печати банкнот почти всегда применяется метод металлографии (Intaglio). Печатная краска переносится на бумагу под высоким давлением в несколько тысяч бар, так что создается ощутимый рельеф, и печатная краска глубоко проникает в бумагу. Европейские банкноты серии Europa (ES2) также имеют короткие выпуклые линии на левом и правом краях, что помогает слепым или слабовидящим людям различать номиналы.

#### Акустика
На звук банкнотной бумаги при её деформации влияют бумажные волокна в подложке и процесс печати. Банкноты звучат «тяжелее» обычной бумаги, особенно если они при её печати применялась металлография на обеих сторонах и она не является изношенной.

### Видимые элементы защиты
Основные элементы защиты (Уровень 1) могут быть проверены непосредственно человеком без использования дополнительных средств. Эти элементы защиты, как правило, не используются при машинном определении подлинности.
Видимые элементы защиты — это любые заметные элементы банкноты. Общеизвестно, что банкноты содержат водяные знаки, которые легко увидеть на свет, или что защитные полосы встроены в бумагу. В дополнение к элементам защиты, видимым при нормальном освещении, существуют другие, которые изменяются в зависимости от угла зрения, такие как радужные печатные краски и плёночные элементы.
- Видимое изображение банкноты
- Лицевая сторона банкноты 50 евро (ES1) под белым светом
- Тыльная сторона банкноты 50 евро (ES1) под белым светом
- Лицевая сторона банкноты 10 франков (9 серия) под белым светом
- Тыльная сторона банкноты 10 франков (9 серия) под белым светом

#### Водяные знаки
Водяные знаки включаются в бумажную подложку при её производстве, с использованием разной толщины бумаги. Обычно их можно найти в местах банкнот, где нет текста или изображений. При взгляде на просвет более тонкие части кажутся светлее, более толстые — темнее. Изготовление настоящих водяных знаков довольно трудозатратно, и, следовательно, они являются очень надёжным элементом защиты.
- Водяные знаки
- Водяные знаки на банкноте 10 евро (ES1) при различном освещении (2002)
- Водяные знаки на банкноте 50 швейцарских франков (серия 8) (1995)
- Водяные знаки на банкноте 100 евро (ES1) (2002)
- Водяные знаки на банкноте 5 евро (ES2) (2013)

#### Прозрачные окна
В банкнотах, в которых в качестве подложки используются прозрачные полимеры, прозрачные окна представляют собой прозрачные участки полимерной основы, на которые нанесён рисунок. Этот элемент безопасности использовалась в старых сериях болгарских банкнот достоинством 20 левов, австралийском долларе, румынском лее, чилийской банкноте 2000 песо, мексиканских банкнотах 20 и 50 песо или некоторых сингапурских долларах. Однако, благодаря росту возможностей коммерчески доступных струйных принтеров со специальными чернилами для печати на пластике, эту функцию оптической защиты становится всё легче имитировать, и, следовательно, она больше не является адекватной защитой от подделок. Таким образом, более новые серии банкнот на основе полимерных подложек дополнительно покрывают прозрачную область тонкоплёночными элементами с голографическими эффектами, иногда по-разному выглядящими спереди и сзади. Примерами этого являются канадский доллар серии 2011 года и австралийский доллар серии 2016 года.
Аналогичный эффект также может быть достигнут для банкнот на основе хлопковых или других натуральных волокон. Для этого в подложке проделываются отверстия с заданным контуром и площадью до 300 мм² и с обеих сторон приклеивается тонкоплёночный элемент. Банкноты евро серии Europa (ES2) используют эту высококачественную защитную функцию для номиналов от 20 евро. Этот элемент называется портретным окном, оно прозрачно при взгляде на свет, и с обеих сторон банкноты в нём можно видеть портрет Европы, который также снабжён голографическими элементами для защиты от копирования.
- Прозрачные окна
- Лицевая сторона румынской банкноты 1 лей (серия 2005) с прозрачным окном (полимерная подложка)
- Лицевая сторона банкноты 20 евро (ES2) с голографическим плёночным элементом пленки над прозрачным окном (справа)
- Тыльная сторона банкноты 20 евро (ES2) с прозрачной пленкой над прозрачным окном (слева)

#### Совмещающиеся изображения
Совмещающиеся изображения состоят из дополняющих друг друга изображений или их фрагментов спереди и сзади, которые образуют общую картину только при наблюдении на просвет. Примерами могут служить швейцарский крест, буква D на последних немецких марках или число номинала на банкнотах евро первой серии 2002 года. Совмещающиеся изображения трудно воспроизвести, потому что при печати на обеих сторонах необходима максимальная точность. Преимущество их состоит в том, что даже небольшие неточности фальшивомонетчиков легче распознать.
- Совмещающиеся изображения
- Совмещающиеся изображения банкноты 100 евро (ES1) (лицевая сторона)
- Совмещающиеся изображения банкноты 100 евро (ES1) (тыльная сторона)
- Совмещающиеся изображения банкноты 100 евро (ES1) (взгляд на просвет)
- Совмещающиеся изображения банкноты 50 швейцарских франков (серия 8) (взгляд на просвет)

Различные узоры или символы печатаются друг над другом или рядом друг с другом, так что вместе они образуют узнаваемое изображение. Даже самые малые неточности печати могут быть распознаны невооруженным глазом, поскольку тогда изображение выглядит искажённым.

#### Плёночные элементы
Путем вставки или нанесения плёночных элементов достигается оптическая и трудно воспроизводимая маркировка поверхности. Кинеграммы и голограммы — это печатные узоры, которые включены в банкноту в виде металлических или пластиковых плёнок. Они представляют внешний вид, зависящий от угла обзора, который имитирует двух- и трёхмерные изображения или движущиеся изображения. В серии Europa банкноты номиналом 100 и 200 евро используют «спутниковую» голограмму, которая перемещает маленькие символы € вокруг номинала при наклоне. Плёночные элементы также можно комбинировать с прозрачным окном.
Трёхмерные эффекты, такие как выпуклости или смещение объектов выполнены с помощью микрозеркальной технологии. Большое количество крошечных зеркал (около 40000 на мм²) выровнено и выбито в материале, так что сумма их отражений приводит к тому, что изображение динамически перемещается, как только вы меняете угол наклона банкноты. Такие пленки производятся G+D для защитной нити RollingStar.
- Плёночные элементы
- Кинеграмма на банкноте 100 немецких марок (BBk-IIIa)
- Плёночный элемент (голограмма) на банкноте 50 евро (ES1)
- Плёночный элемент (голограмма) на банкноте 100 евро (ES1)
- RollingStar-элемент на банкноте 500 армянских драмов (2018)

#### Гильош и ирисовая печать
Узоры с густой сетью с тонких изогнутых линий называются гильошем. Такие защитные элементы банкнот состоят из волн и петель, напечатанных разными цветами друг на друге. Чтобы предотвратить разделение линий для подделок, они часто печатаются в мутных тонах.
При ирисовой печати, производимой специальными печатными машинами, на линиях среза разноцветных гильошей создаётся плавный переход от одного цвета к другому. Этот эффект трудно в точности воспроизвести с помощью цветных копировальных аппаратов.

#### Антикопировальные сетки
Антикопировальные сетки — это очень тонкое растровое изображение. Если разрешение при сканировании слишком низкое, как в случае с копирами, точные растровые элементы не могут быть воспроизведены полностью. В результате элементы изображения теряются, иногда создаются муаровые узоры. Подобные свойства также создаются с использованием гильошей и микрошрифта. В частности, поддельные копии, изготовленные  с помощью струйных и лазерных принтеров, можно легко распознать, поскольку они не могут отображать такие высокие разрешения.

#### Защитные волокна
В банкнотную бумагу могут добавляться различные защитные волокна. Такие волокна могут быть видны невооружённым глазом, либо светиться разными цветами под ультрафиолетовым излучением (см. #Флуоресцентные цвета)

#### Микроперфорация
Микроперфорация, сделанная по технологии Microperf присутствует на швейцарском франке, румынском лее и российском рубле модификаций 2004 и 2010 гг. Мельчайшие отверстия пробиваются в подложке или в плёночном элементе, без образования «кратеров». При взгляде на свет отверстия обычно образуют узор, например, номинал швейцарского франка.

#### Микротекст
Многие банкноты имеют надписи микротекстом, то есть очень маленьким текстом. Эти буквы трудно увидеть невооруженным глазом. Они включены в банкноты евро в качестве элементов изображения. Микротекст можно прочитать с помощью увеличительного стекла. Микротексты могут быть созданы с помощью специального CtP-оборудования или офсетных печатных машин. Разрешение изображения слишком низкое для доступных в широкой продаже лазерных или струйных принтеров, и поэтому этот защитный элемент сложно воспроизвести. Микропечать на лицевой стороне банкнот немецких марок (BBk-III / IIIa) составляет всего ¼ мм в высоту.
- Увеличенные изображения микротекста
- Банкнота 100 евро (ES1) (лицевая сторона, нижняя левая часть)
- Банкнота 100 евро (ES1) (лицевая сторона, около цифры номинала)
- Банкнота 20 швейцарских франков (серия 8) (лицевая сторона)
- 1-долларовая банкнота с микрошрифтом и гильошами в пирамиде

#### Цветопеременная типографская краска
Благодаря цветопеременной типографской краске (сокращённо OVI), цвет изображения меняется в зависимости от угла обзора. Эффект достигается за счёт преломления света. В последней серии немецких марок нижняя часть большого числа номинала была напечатана на лицевой стороне банкнот 500 и 1000 с помощью оптически изменяемой типографской краски. Этот защитный элемент также используется на четырех крупнейших банкнотах евро (серия ES1) на оборотной стороне. Там номинал на белом фоне изменяется от фиолетового до оливково-коричневого.
В серии Europa (ES2) защитный элемент OVI используется в дополнительно разработанном изумрудном числе, отражающем значение номинала на лицевой стороне. Когда банкнота наклонена, светлая полоса перемещается вверх и вниз, а цвет меняется с изумрудно-зелёного на тёмно-синий в зависимости от угла зрения. На изумрудном числе банкнот номиналом 100 и 200 евро также есть символы €.
В банкнотах Банка России цветопеременная краска используется на банкнотах Банка России образца 1997 года номиналом 1000 рублей модификации 2004 года и на банкнотах Банка России образца 1997 года номиналом 5000 рублей.
- OVI-эффекты
- OVI-эффект на банкноте 50 евро (ES1)
- Изумрудное число на банкноте 5 евро (ES2)

#### Перламутровые полосы
Перламутровые полосы печатаются прозрачным лаком (Iriodin), и они, как и цветопеременные типографские краски, меняют свой цвет при наклоне банкноты. В первой серии банкнот евро (ES1) этот элемент использовался в небольших номиналах (до 20  €), а в серии серии Europa (ES2) — для всех. Когда банкнота наклонена, перламутровая полоса становится блестящей золотой или невидимой (с символом € и номиналом).
- Перламутровые полосы
- Перламутровые полосы на банкноте 5 евро (ES1) (серебро)
- Перламутровые полосы на банкноте 5 евро (ES1) (золото)

#### Защитная нить
Защитная нить — это полоса с металлическим блеском обычно шириной 1-2 мм, находящаяся внутри бумаги, так как внедряется в бумажную массу уже при изготовлении подложки. Усовершенствованным вариантом является ныряющая защитная нить оконного типа, которая выходит на поверхность бумаги через равные промежутки, за счет уменьшения толщины бумаги. Кроме того, нить также может быть снабжена отпечатком, лазерной маркировкой или другими видимыми или невидимыми свойствами.
Нить Motion, производимая американской Crane Currency, имеет ширину около 5 мм и была впервые использована в 2006 году на банкноте 100 шведских крон, а с 2009 года она появилась на банкноте 100 долларов США. Существует множество дальнейших разработок таких защитных нитей с цветовыми градиентами и другими оптическими эффектами, которые зависят от угла обзора. Эффект трёхмерного движения создается с использованием лентикулярной технологии, что также возможно и с плёночными элементами.
Защитные нити не могут быть воспроизведены фальшивомонетчиками с помощью технологии печати или с помощью фотокопирования. Поэтому на поддельных деньгах они обычно лишь имитируются. В некоторых странах существует привычка рвать банкноту возле защитной нити, чтобы проверить, есть ли она там.
- Защитные нити
- Защитная нить банкноты 5 немецких марок (очень узкая и без маркировки)
- Защитная нить банкноты 100 евро (ES1) (видна только на просвет)
- Оконная защитная нить Motion банкноты номиналом 100 долларов США (серия 2009 года)
- 100 долларов США с увеличенной нитью Motion' (эффект трёхмерного наклона)
- Защитная нить банкноты номиналом 500 рублей (серия 2010 года) с эффектом голограммы
- Защитная нить банкноты номиналом 1000 рублей под микроскопом

#### Специальные цвета
Иногда для печати используются специальные цвета, которые находятся за пределами цветового пространства принтера CMYK и поэтому не могут быть воспроизведены в полном соответствии. Поскольку цвета лежат вне цветового пространства RGB, они неправильно считываются сканером, так что подделки и реальные банкноты могут быть четко различимы визуально.

### Серийный номер
Серийный номер является характерным элементом всех банкнот. Он имеет основную цель контролировать количество изготовленных банкнот и чётко идентифицировать каждую банкноту, поступившую в обращение, в рамках серии и номинала. Как правило, он состоит из нескольких букв и множества цифр, чтобы обеспечить миллиардный диапазон значений. Кроме того, серийный номер может содержать контрольное число. Контрольное число в первую очередь используется для обнаружения ошибок при машинном чтении серийного номера. В некоторых случаях записанные серийные номера могут помочь раскрыть преступление.
Серийный номер часто печатается машиночитаемым шрифтом OCR-B и постоянным размером символа (например на банкнотах евро). Однако для некоторых валют в серийном номере используются разные размеры символов. С помощью лазерной гравировки можно наносить символы любого размера и ориентации. В 1980-х годах голландский гульден был напечатан со штрих-кодом в качестве серийного номера для машинного считывания.
Большинство валют имеют одинаковый серийный номер, напечатанный на левой и правой половине банкноты. Это используется для идентификации манипулируемых банкнот, которые состоят из разных частей. Как правило, банкнота является подлинной и подлежит выкупу только в том случае, если она состоит не менее чем из 50 % одного фрагмента. По причинам нехватки места второй серийный номер для банкнот евро серии Europa был повернут на 90° и укорочен до последних шести символов.
В качестве элемента защиты серийный номер подходит только в ограниченной степени и полезен лишь для выявления простых подделок, изготовленных методом копирования, когда несколько поддельных банкнот имеют идентичные серийные номера. Профессиональные подделки используют переменные серийные номера с правильным контрольным числом.
- Серийные номера банкнот
- Саксонский талер (1855) с последовательной нумерацией
- Доллар США (серия 2003 года) с серийным номером, напечатанным зелёным цветом
- 5000 российских рублей (2006) с переменным размером символов номера (справа)
- 200 гватемальских кетсалей с серийным номером, нанесённым лазером (на белом фоне)
- Камбоджийский Риель (серия 2004) с двумя серийными номерами

## Элементы защиты, распознаваемые с помощью простых средств

### Маркер-детектор
При помощи специального маркера-детектора можно быстро определить подлинность бумажной подложки. В то время как метка маркера на настоящей банкноте почти не видна, на подделке она немедленно становятся чёрной. Этот метод не очень надёжен — например, на газетной бумаге цвет также почти не проявляется.

### Метамерные краски
Используя метамерные краски, печатаются визуально одинаковые цветовые тона, которые соответствуют одному и тому же месту в цветовом пространстве CMYK.
Однако из-за невидимых примесей цветовые пары можно различать с использованием оптического оборудования (например, в инфракрасном-диапазоне). Они также могут являться машиночитаемым элементом. Например, оттенки серого цвета могут быть напечатаны чёрной краской и без неё. Чёрный компонент в краске элемента делает его видимым в инфракрасном свете, в то время как смешанные цветные линии становятся невидимыми.
- Вид банкноты 50 евро (ES1) в инфракрасном свете с помощью инфракрасного фильтра
- Лицевая сторона при 700 нм: частично исчезающие цвета, которые выглядят одинаково в цветовом пространстве CMYK.
- Тыльная сторона при 700 нм: серийный номер исчезает в левом нижнем углу, но не в верхнем правом.
- Лицевая сторона при 1000 нм: большинство цветов исчезло (европейский флаг вверху слева), так что структура бумаги хорошо видна. Водяные знаки (слева) хорошо видны.
- Тыльная сторона при 1000 нм: за исключением номинала 50 в нижнем правом углу и серийного номера в верхнем правом углу, все цвета исчезли. Водяные знаки хорошо видны.

### Флуоресцентные цвета
В основном, подложки для банкнот производятся без оптических отбеливателей, в отличие от большинства типов бумаги. Следовательно, подложка является ультрафиолет-матовой и не реагирует на ультрафиолетовое освещение. Однако после непреднамеренной стирки с моющим средством, содержащим осветлители, банкнота может флуоресцировать и, следовательно, неправильно указывать на подделку при проверке ультрафиолетовыми детекторами, часто используемыми в магазинах.

Также используется печатная краска, содержащая флуоресцентные пигменты. В коротковолновом ультрафиолетовом свете, в зависимости от выбора пигмента, люминесценция излучает цвета в спектре видимого света. При этом используемая длина волны возбуждения может давать разные результаты для флуоресцентного цвета. Флуоресценция также возможна при освещении (монохроматическим) светом в видимом диапазоне и до инфракрасного. Для того чтобы это увидеть могут быть использованы специальные устройства. Например, метиленовый синий даёт инфракрасную флуоресценцию.
- Флуоресценция банкнот Банка России при ультрафиолетовом освещении
- Банкнота Банка России образца 1997 года номиналом 1000 рублей модификации 2010 года
- Банкнота Банка России образца 1997 года номиналом 5000 рублей
- Банкнота Банка России образца 2010 года номиналом 5000 рублей

- Флуоресценция банкноты 50 евро (ES1) при ультрафиолетовом освещении
- Лицевая сторона при 350 нм: светится плёнка кинеграммы внизу справа; волокна хорошо видны
- Тыльная сторона при 350 нм: волокна хорошо видны
- Лицевая сторона при 254 нм: плёнка кинеграммы внизу справа больше не светится; звёзды европейского флага и кружки EURion выглядят красными.
- Тыльная сторона при 250 нм

### Дифракционный оптический элемент
На прозрачном окне подложки гравируется дифракционный оптический элемент (DOE). Он основан на принципе дифракционной решётки и может быть сделан видимым с помощью лазерной указки путём проекции на плоскость. Первоначально он был разработан в качестве замены водяного знака для полимерных банкнот, но оказался сложным для практического использования.

## Машиночитаемые элементы
Машиночитаемые элементы защиты для коммерческого использования (так называемый Уровень 2 ) служат для проверки подлинности банкнот в банкоматах, билетных автоматах и торговых автоматах . В соответствии с требованиями Европейского центрального банка, устройства, используемые для этой цели, должны соответствовать минимальным требованиям в отношении их производительности для обнаружения поддельных денег.
Центральные банки дополнительно используют секретные машиночитаемые элементы защиты с самыми высокими требованиями (так называемый Уровень 3 ), чтобы обеспечить целостность денежного цикла и гарантировать возврат настоящих банкнот в обращение или уничтожение их контролируемым образом, если их пригодность для обращения больше не является достаточной из-за загрязнения и износа. 
Существуют следующие принципы машиночитаемых элементов:

### Инфракрасные свойства печатной краски
Используется печатная краска, которая видна только под инфракрасным излучением для устройств с соответствующими датчиками. Почти все банкноты оснащены этим защитным элементом. 

### Фосфоресцентный цвет
Цветные пигменты, которые возбуждаются ультрафиолетовым излучением на очень короткое время (обычно менее 5 мс), за которое они имеют фосфоресцентное послесвечение. Для проверки необходимы специальные светочувствительные датчики. 

### M-Feature
Состав M-Feature известен только Европейскому центральному банку и, по его мнению, является надёжным средством, чтобы отличить подделки от настоящих банкнот. В зависимости от структуры круговорота наличных денег (и номинала банкнот) национальные банки стран Еврозоны проверяют подлинность и состояние банкнот каждые нескольких месяцев (например, Немецкий федеральный банк) или реже чем раз в год (например, Банк Испании, Банк Италии). 

### Магнитные элементы
Печатная краска банкнот доллара США и многих других серий банкнот содержит магнитные пигменты, которые можно обнаружить с помощью соответствующих датчиков. Для некоторых банкнот маркируется магнитно-пигментированной печатной краской только серийный номер. Магнитные пигменты похожи на покрытие магнитных лент. 

### Электропроводность
Некоторые элементы банкнот, такие как защитная нить, могут быть электропроводящими. Печатные краски и плёночные элементы также могут быть сделаны проводящими, благодаря использованию специальных частиц. 

### Защита от копирования
Сканеры и копировальные аппараты могут распознавать банкноты благодаря стандартизированной комбинации маленьких кружков, известной как созвездие Евриона или «кольца Омрона». Обнаружив их, ряд моделей принтеров откажется воспроизводить изображения. Эта технология сейчас широко распространена во всем мире. В качестве альтернативы может быть использован цифровой водяной знак.
- Банкноты с «кольцами Омрона»
- Лицевая сторона (фрагмент) банкноты достоинством 5 евро (ES2) с «кольцами Омрона»
- Лицевая сторона (фрагмент) банкноты 20 долларов с маркированными «кольцами Омрона» (как часть числа 20)
- Лицевая сторона (фрагмент) корейской банкноты 50000 вон с «кольцами Омрона»

## Защита монет от подделки

### Биметаллическая конструкция монеты
Одним из защитных признаков является специальная биметаллическая конструкция монеты, когда центральный кружок состоит из сплава одного цвета, а окружающий его сплав другого цвета. Такую конструкцию имеют монеты 1 и 2 €. Биметаллические монеты, как правило, имеют и другой элемент защиты — элементы изображения, переходящие с одного сплава на другой.

### Гурт
Оформление гурта монеты выделяется в отдельную категорию защитных элементов. Варианты оформления гурта могут быть следующими: гладкий гурт, редкое и крупное рифление, частое и тонкое рифление, вдавленные надписи или рисунки. Для обеспечения усиленной защиты применяют тонкое рифление в сочетании с вдавленной надписью.